# De Ruiten (waterschap)
De Ruiten of Ruitsterpolder is een voormalig waterschap in de provincie Groningen.
De polder lag aan weerszijden van Froombosch. De noordoostgrens kwam overeen met de Edsersweg en het verlengde daarvan, zowel naar het noordwesten als naar het zuidoosten. De zuidoostgrens lag bij het Siepkanaal, de zuidwestgrens lag bij de Slochterdijk, de Langewijk en de Ruitenweg en de noordwestgrens lag bij de Groenedijk, zij het dat enkele percelen ten noordwesten hiervan ook bij het waterschap hoorden.
De eerste poldermolen van de Ruitsterpolder was een grondzeiler die al uit 1786 dateerde; hij was eigendom van de participanten van deze polder. De nog bestaande molen De Ruiten staat in de noordelijke hoek van het waterschap, op de T-splitsing Kooiweg-Groenedijk en sloeg uit op de Molensloot, die in verbinding stond met de Slochter Ae. Een deel van de polder lag in het kanaalwaterschap Siepkanaal.
Waterstaatkundig gezien ligt het gebied sinds 2000 binnen dat van het waterschap Hunze en Aa's.